# Bo Evers
Bo Evers er en dansk singer-songwriter, komponist og guitarist. Han er forsanger i bandet Modspil, men debuterede i 2014 desuden som solist med singlen "Fred".
Han er uddannet som biolog på Københavns Universitet og er signet hos Remee og Chief 1 label REACH har fået en solokontrakt hos Universal Music. Til dagligt underviser han i biologi på Gladsaxe Gymnasium.
Han har udgivet dobbelt EP'erne "Stiv" & "Blød" i 2016, og arbejder for øjeblikket på opfølgere.

## Diskografi

### Med Modspil
- 2013 Forhold baghold

### Solo singler
| År                                                               | Titel  | Højeste placering | Certificering        |
| År                                                               | Titel  | DAN               | Certificering        |
| ---------------------------------------------------------------- | ------ | ----------------- | -------------------- |
| 2014                                                             | "Fred" | 4                 | - Platin (streaming) |
| "—" markerer en udgivelse der ikke opnåede en hitlisteplacering. |        |                   |                      |